# Felipe Muñoz
Felipe Muñoz Kapamas (Cidade do México, 3 de fevereiro de 1951) é um ex-nadador mexicano, ganhador de uma medalha de ouro nos Jogos Olímpicos.